# 여민락
여민락(與民樂)은 조선 전기 《용비어천가》를 한문으로 번역하고, 125장 중에서 첫 4장과 종장만을 떼어서 가사를 중국계의 고취곡(鼓吹曲)에 붙인 노래이다. 지금은 가사를 부르지 않고 관현 합주로 연주한다. 《세종실록》 악보에 실려 있다.
《여민락》이라는 이름은 《맹자(孟子)》에 수록된 “백성과 함께 즐긴다”라는 뜻의 ‘여민동락(與民同樂)’에서 따왔다.
조선시대 궁중 의식에서 행악(行樂)으로 사용하였던 곡이다. 아명은 <경록무강지곡(景錄無疆之曲)>이며, 그 이름을 줄여서 <만(慢)>이라고도 한다. 현재 전하는 <여민락만>은 당피리가 주선율을 연주하는 관악합주곡으로, 전 10장이며, 편종, 편경, 당피리, 대금, 당적, 해금, 아쟁, 장구, 좌고, 박으로 편성된다.
용비어천가에 곡을 붙였던 <여민락> 계통 음악이 당악풍으로 연주되었는데, 이들 음악의 특징은 편종과 편경이 편성되며, 당피리가 주선율을 연주한다는 점이다. 그리고 이들 음악의 기준음인 황종의 음높이가 아악이나 당악과 같이 서양음악의 C에 해당한다는 점이다.

## 같이 보기
- 아악
- 향악
- 한국 전통 음악#정악
- 궁중음악
- 여민루